# 外国人墓地 (函館)

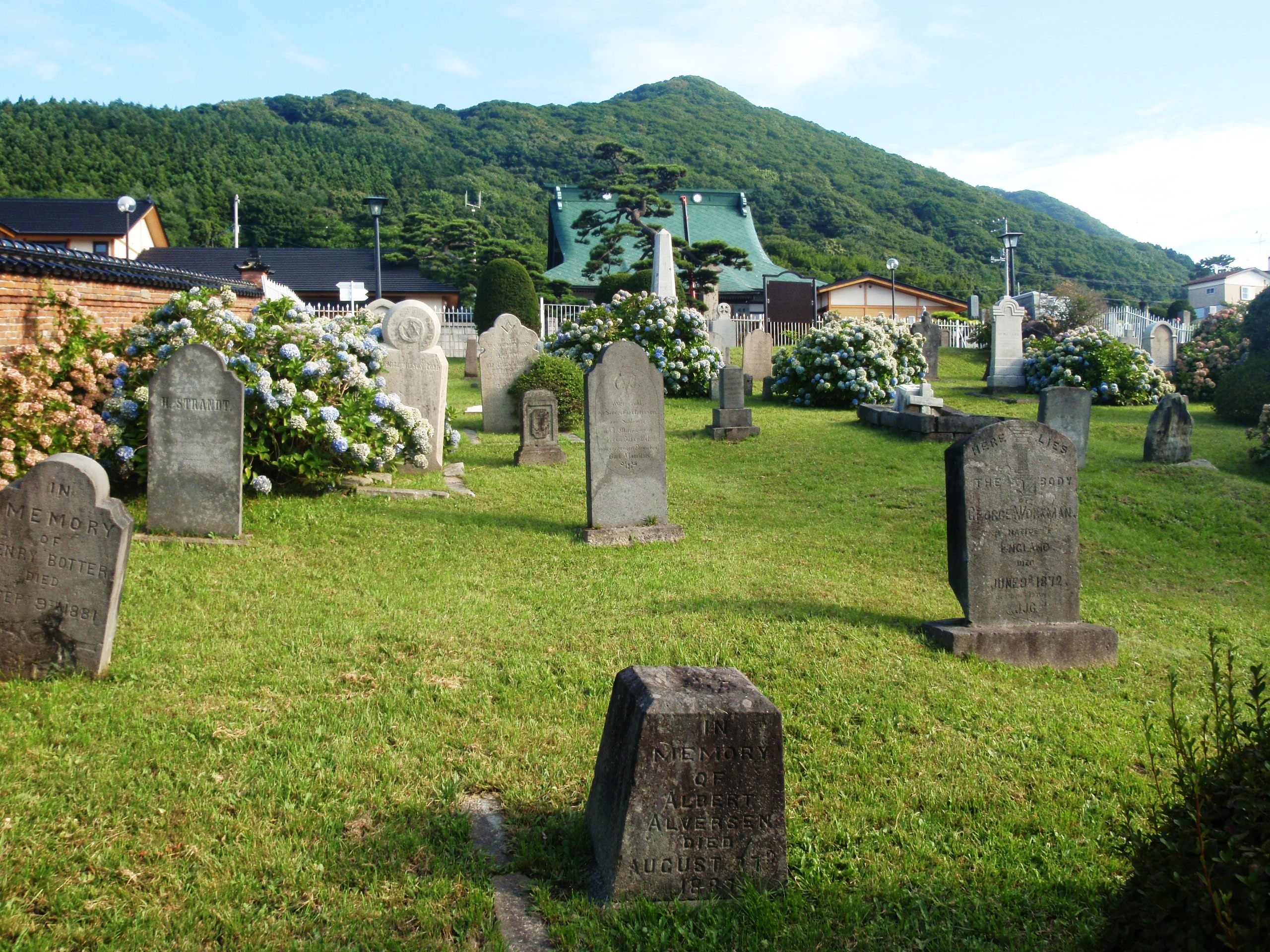
外国人墓地

函館の外国人墓地（がいこくじんぼち）は、函館市船見町にある墓地である。幕末に函館港が開港した後、函館で死去した外国人が埋葬されている。別名「外人墓地」。

## 歴史
1854年、ペリーが箱館に来航した際、ヴァンダリア号の水兵2名が死去したため、これを埋葬したのが始まりである。
その後、居住する外国人の増加に伴い死去する者が増えたため、1870年、開拓使と在函5カ国領事との間で正式な外国人墓地設置に関する協定書が交わされた。

## 4つの墓地
函館山の北側、函館港を一望できる高台に、宗教や国籍ごとに分かれた4つの外国人墓地が作られている。これらを総称して「外国人墓地」ないし「外人墓地」と呼んでいる。
- プロテスタント墓地
  - ペリー艦隊の水兵2名のほか、イギリス人、ドイツ人、アメリカ人など、41基の墓がある。
- カソリック墓地
  - フランス人の墓がある。
- ロシア人墓地(ハリストス墓地)
  - 初代ロシア領事ヨシフ・ゴシケーヴィチの夫人を含む、43基の墓がある。
- 中国人墓地
  - 中華山荘とも呼ぶ。レンガ塀で囲まれており、23基の墓がある。

## 交通アクセス
- 函館市電「函館どつく前」から徒歩20分。
- 函館バス「船見町」から徒歩3分。
- 駐車場は無い。